# Thomas Hurich
Thomas Hurich (* 6. April 1992 in Wien)  ist ein ehemaliger österreichischer Handballspieler.

## Karriere
Der gebürtige Wiener begann bereits in frühen Jahren beim Handballclub Fivers Margareten Handball zu spielen. Ab der Saison 2009/10 rückte er in den erweiterten Kader der Kampfmannschaft der Margaretner auf.
Danach lief er bis 2012 für WAT Fünfhaus auf, mit den Wienern nahm er sowohl an der Handball Bundesliga Austria als auch am ÖHB-Cup teil. Im Cup erreichte er mit dem Zweitligisten 2011/12 sogar das Halbfinale.
Mit der Saison 2012/13 wechselte Thomas Hurich zu Union Leoben und spielte damit wieder in der Handball Liga Austria.
Im März 2016 wurde bekannt, dass der Torwart ab 2016/17 für den Alpla HC Hard auflaufen wird. Mit dem Alpla HC Hard wurde Thomas Hurich in den Saisonen 2016/17 und 2020/21 österreichischer Handballmeister, in der Saison 2017/18 österreichischer Cupsieger sowie in den Jahren 2017, 2018 und 2019 österreichischer Supercupsieger. Nach der Saison 2021/22 beendet er seine Karriere.

## Erfolge
- 2× Österreichischer Meister: 2016/17, 2020/21
- 1× Österreichischer Cupsieger: 2017/18
- 3× Österreichischer Supercupsieger: 2017, 2018, 2019